# Dryopteris simulata
Dryopteris simulata là một loài dương xỉ trong họ Dryopteridaceae. Loài này được Davenp. mô tả khoa học đầu tiên năm 1894.